# Barbecue coreano
Il barbecue coreano (고기구이?, gogigu-iLR, kogikuiMR; lett. "carne arrosto") è un metodo della cucina coreana di grigliare la carne, generalmente di manzo, maiale o pollo.

## Preparazione

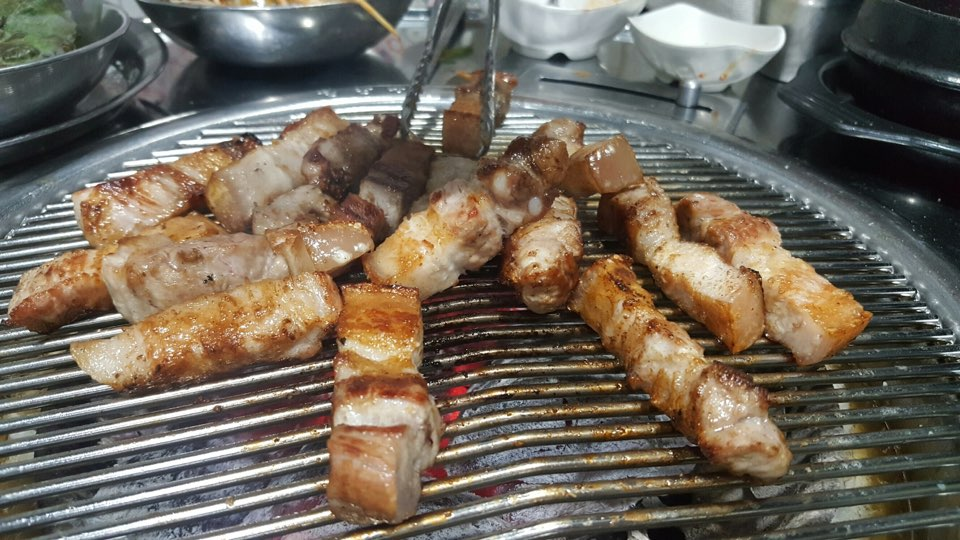
Barbecue con pancetta di maiale

I tagli di carne sono spesso preparati su griglie a gas o carbone, incorporate nel tavolo da pranzo stesso. Alcuni ristoranti coreani che non dispongono di griglie incorporate forniscono ai clienti fornelletti da utilizzare ai tavoli. In alternativa, c'è uno chef a disposizione che griglia i piatti su ordinazione.

## Varianti

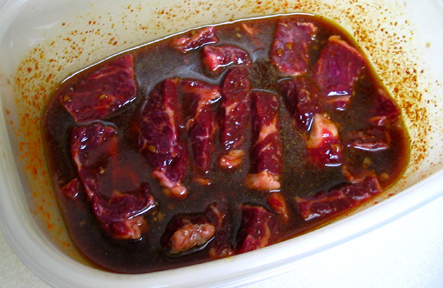
Carne marinata pronta per la cottura

La forma più rappresentativa di gogigu-i è il bulgogi, di solito preparato con lombo o filetto di manzo tagliato a fettine sottili e poi marinato, ma è noto anche il galbi, costine marinate. Il termine gogigu-i comprende anche molti altri tipi di piatti di carne, marinati e non, e può essere diviso in diverse categorie. Il barbecue coreano è diffuso tra i coreani, ma ha anche guadagnato popolarità nel resto del mondo.